# Jack Robson
John "Jack" Robson (født 24. maj 1854 i Durham, død 11. januar 1922 i Manchester) var en engelsk fodboldmanager og sekretær. Han var sekretær i Middlesbrough FC (1899 - 1905), Crystal Palace FC (1905 - 1907) og Brighton and Hove Albion (1908 - 1914). Han var den første, som blev udpeget som manager for Manchester United. De forgående var af betegnelsen sekretærer. Han var manager for Manchester United F.C. fra 1914 til 1921. Han trappede ned på arbejde op til hans død grundet helbred, men fortsatte sit virke indtil hans død. 
Han døde af lungebetændelse 11. januar 1922, 68 år gammel.